# 费奥多尔·阿斯塔霍夫
费奥多尔·阿列克谢耶维奇·阿斯塔霍夫（俄语：Фёдор Алексеевич Астахов，1892年—1966年），苏联军事人物，空军元帅。民航总局局长（1942年－1947年）。

## 生平
1892年生于俄罗斯帝国图拉省卡希拉县。1910年卡希拉市立中学毕业后在莫斯科工作。1913年参军入伍，在航空工程部队服役。参加了第一次世界大战。1916年毕业于卡恰军事航空学校。战争结束后为准尉军衔。
俄国内战开始后，参加工农红军。在东方面军第5集团军编成内参加对高爾察克军队的作战，历任航空兵支队长、第5集团军航空兵主任。1920年被任命为西伯利亚航空兵主任。
1923年毕业于工农红军高级指挥人员训练班。1923年10月任高加索红旗航空兵主任。1924年5月开始担任谢尔普霍夫航空学校校长，1928年10月转任奥伦堡航空学校校长。1929年毕业于工农红军空军学院高级指挥人员训练班。1930年12月开始担任第5航空旅旅长。1931年加入联共（布）。1933年12月转任伏尔加军区空军司令助理。1935年5月转任工农红军空军部部长助理，主管后勤供应。1936年2月转任重型轰炸航空兵第10军军长。1937年9月转任基辅军区空军司令。1939年毕业于总参谋部军事学院高级指挥人员训练班。1940年7月开始担任工农红军空军总部副参谋长，主管武器供应。
1941年6月苏德战争爆发后不久，西南方面军空军司令普图欣在清洗中被处决。1941年7月，阿斯塔霍夫代替其位置。指挥参与基輔戰役、葉列茨战役、巴拉克列亚攻势、哈尔科夫战役。1942年5月从前线撤下，转任工农红军空军副司令兼民航总局局长。任期内调用民航资源，参与斯大林格勒战役、库尔斯克会战。1943年8月任民航总局局长和远程航空兵副司令。1944年12月至1947年12月19日任民航总局局长。1948年调至国防部。由于身体原因不再担任重要职务。1950年退役。
1966年10月9日去世。葬于新圣女公墓。
获列宁勋章两枚，红旗勋章三枚，一级库图佐夫勋章、二级苏沃洛夫勋章和红星勋章各一枚，奖章多枚。

## 军衔
- 师级指挥员（1935年11月23日）
- 军级指挥员（1938年2月20日）
- 空军中将（1940年6月4日）
- 空军上将（1943年4月30日）
- 空军元帅（1944年8月19日）